# 크레시다 보나스
크레시다 보나스(Cressida Bonas, 1989년 2월 18일 ~ )는 잉글랜드의 배우, 모델이다.

## 출연 작품
- 더 바이 바이 맨 - 사샤 역